# هند غربی بریتانیا

باقی‌مانده‌های جزایر هند غربی بریتانیا

هند غربی بریتانیا (انگلیسی: British West Indies) نام مجموعه قلمرویی در سرزمین‌های فرادریایی بریتانیا در کارائیب است که آنگویلا، برمودا، جزایر کیمن، جزایر تورکس و کایکوس، مونتسرات و جزایر ویرجین بریتانیا را در بر می‌گیرد. این مجموعه پیش از استقلال تعدادی از کشورهای آن، تعداد جزایر بیشتری را شامل می‌شد که به همراه دو مستعمره در سرزمین اصلی آمریکا بخشی از امپراتوری بریتانیا به‌شمار می‌رفتند.
در سال ۱۹۱۲ هند غربی بریتانیا به مستعمره‌های متفاوتی تقسیم شد: باهاما، باربادوس، گویان بریتانیا، هندوراس بریتانیا، مستعمره جامائیکا، ترینیداد و توباگو، جزایر ویندوارد بریتانیا و جزایر بادپناه بریتانیا.
بین سال‌های ۱۹۵۸ تا ۱۹۶۲ همه قلمروهای جزیره‌ای به جز جزایر ویرجین بریتانیا و باهاما در فدراسیون هند غربی سازمان‌دهی شدند که مستعمره‌های هندوراس بریتانیا و گویان بریتانیا در خاک اصلی قاره آمریکا را در بر نمی‌گرفت. انتظار میٰرفت که این فدراسیون بتواند به شکل یک کشور واحد مستقل شود؛ ولی به دلیل قدرت محدود، مشکلات عملی متعدد و کمبود حمایت عمومی، فدراسیون هند غربی در سال ۱۹۶۲ منحل شد.
بیشتر قلمروهای هند غربی بریتانیا شامل همه قلمروهای بزرگ‌تر، امروزه کشورهای مستقل هستند که در سازمان‌های بین‌المللی گوناگونی مانند سازمان کشورهای آمریکایی، سازمان تجارت جهانی، سازمان ملل متحد، جامعه و بازار مشترک کارائیب (کاریکوم)، اتحادیه کشورهای مشترک‌المنافع و بانک توسعه کارائیب عضویت دارند. قلمروهای باقی‌مانده غیر مستقل، بخشی از سرزمین‌های فرادریایی بریتانیا به‌شمار می‌روند.